# براندويك
براندويك (Brandweek) كانت إصدارًا تجاريًا تسويقيًا أمريكيًا أسبوعيًا.
وقد نُشرت لأول مرة في عام 1986 في الأسبوع التسويقي لأدويك' ، حيث غير الإصدار اسمه في عام 1992 بعد أن واجه تهديدًا قانونيًا من مجلة أسبوع التسويق البريطانية. وتقوم مجلة براندويك بتغطية عالم التسويق بداية من الحملات الإعلانية ذات الميزانيات الكبيرة وحتى الحملات المتواضعة لأصغر الشركات. ويُعد هذا الإصدار جزءًا من مجموعة المجلات التي تصدرها مجموعة أدويكميديا المملوكة لـ شركة نيلسن. حيث تُصدر 46 إصدارًا سنويًا بالإضافة إلى مجلة Brandweek.com ومجموعة من النشرات الإخبارية عبر البريد الإلكتروني التي تركز على المتسوقين والتسويق الرقمي والإسباني والتسويق الأخضر. والتي أُدمجت كلها في مجلة أدويك في عام 2011.
وتشتمل الأبواب الرئيسية لبراندويك على باب سوبربراندز  ومسوق العام.
وفي يناير عام 2009 أطلقت مدونتها براندفريك،  والتي ألقت نظرة غير متحفظة على عالم التسويق والتصنيف.

## وصلات خارجية
- Brandweek: Official site